# アントニオ・エセキエル・カルデナス・ギリェン
アントニオ・エセキエル・カルデナス・ギリェン（スペイン語: Antonio Ezequiel Cárdenas Guillén、1962年3月5日 - 2010年11月5日）は、メキシコの麻薬カルテル「ガルフ・カルテル」の最高幹部。同カルテルの最高幹部だったオシエル・カルデナス・ギリェンの兄で、前職は警官。
2010年11月5日、タマウリパス州マタモロスで発生した8時間に及ぶメキシコ海軍との銃撃戦で死亡した。

## 関連
- メキシコ麻薬戦争